# Sân vận động Maracanã
Sân vận động Maracanã (tiếng Bồ Đào Nha: Estádio do Maracanã, Tiếng Bồ Đào Nha Brasil tiêu chuẩn: [esˈtad͡ʒju du maɾakɐˈnɐ̃], phát âm địa phương: [iʃˈtad͡ʒu du mɐˌɾakɐˈnɐ̃]), tên chính thức là Sân vận động nhà báo Mário Filho (tiếng Bồ Đào Nha: Estádio Jornalista Mário Filho, IPA: [iʃˈtad͡ʒu ʒoɦnaˈliʃtɐ ˈmaɾju ˈfiʎu]), là một sân vận động ở Rio de Janeiro, Brasil. Sân vận động là một phần của một khu liên hợp bao gồm một đấu trường được biết đến với cái tên Maracanãzinho, có nghĩa là "The Little Maracanã" trong tiếng Bồ Đào Nha. Thuộc sở hữu của chính quyền bang Rio de Janeiro, cũng như khu phố Maracanã nơi nó tọa lạc, được đặt theo tên của Rio Maracanã, một con sông hiện đang được đào ở Rio de Janeiro.
Sân vận động được khai trương vào năm 1950 để tổ chức Giải vô địch bóng đá thế giới 1950, trong đó Brasil bị đánh bại với tỉ số 2–1 trước Uruguay trong trận đấu quyết định, trước 199.854 khán giả vào ngày 16 tháng 7 năm 1950. Địa điểm đã chứng kiến sự tham dự của 150.000 người trở lên trong 26 lần, lần cuối cùng là vào ngày 29 tháng 5 năm 1983, khi 155.253 khán giả theo dõi Flamengo đánh bại Santos 3–0. Sân vận động đã chứng kiến hơn 100.000 khán giả 284 lần. Nhưng khi các phần sân thượng đã được thay thế bằng ghế ngồi theo thời gian và sau khi cải tạo cho Giải vô địch bóng đá thế giới 2014, sức chứa ban đầu của nó đã giảm xuống còn 78.838 chỗ ngồi như hiện tại, nhưng nó vẫn là sân vận động lớn nhất ở Brasil. Sân vận động chủ yếu được sử dụng cho các trận đấu bóng đá giữa các câu lạc bộ bóng đá lớn ở Rio de Janeiro, bao gồm Flamengo, Fluminense, Botafogo và Vasco da Gama. Nó cũng đã tổ chức một số buổi hòa nhạc và các sự kiện thể thao khác.
Tổng số người dự khán trận đấu cuối cùng (và thực sự quyết định, nhưng không phải là trận chung kết) của World Cup 1950 là 199.854, biến nó thành sân vận động lớn nhất thế giới theo sức chứa khi nó được khánh thành. Sau khi cải tạo từ năm 2010 đến năm 2013, sân vận động được xây dựng lại hiện đang chứa 78.838 khán giả, trở thành sân vận động lớn nhất ở Brasil và thứ hai ở Nam Mỹ sau Sân vận động Tượng đài ở Peru. Đây là địa điểm chính của Đại hội Thể thao Liên châu Mỹ 2007, tổ chức giải bóng đá và lễ khai mạc và bế mạc. Maracanã đã được xây dựng lại một phần để chuẩn bị cho Cúp Liên đoàn các châu lục 2013 và Giải vô địch bóng đá thế giới 2014, nơi tổ chức một số trận đấu, bao gồm cả trận chung kết và trận tranh siêu cúp Euroamerica với 4 trận từ năm 2017. Đây cũng là nơi tổ chức lễ khai mạc và bế mạc Thế vận hội Mùa hè 2016 và Paralympic Mùa hè 2016, với các sự kiện điền kinh chính diễn ra tại Sân vận động Olympic.

## Tên gọi
Tên chính thức của sân vận động, Mário Filho, được đặt để vinh danh một nhà báo cũ người Pernambuco, anh trai của Nelson Rodrigues, một người ủng hộ mạnh mẽ cho việc xây dựng Maracanã.
Tên phổ biến của sân vận động bắt nguồn từ sông Maracanã, có điểm xuất phát ở những ngọn đồi phủ đầy rừng rậm ở phía tây, băng qua nhiều bairro (khu phố) của Rio's Zona Norte (Khu vực phía Bắc), như Tijuca và São Cristóvão, thông qua một kênh thoát nước có các mặt dốc xây dựng bằng bê tông. Khi chảy vào Kênh làm Mangue, nó đổ ra vịnh Guanabara. Cái tên "Maracanã" bắt nguồn từ từ Tupi hạng Guarani bản địa cho một loại vẹt sống ở vùng này. Việc xây dựng sân vận động là trước khi hình thành khu phố Maracanã sau này, nơi từng là một phần của Tijuca.
Sân nhà của Sao Đỏ Beograd, Sân vận động Sao Đỏ, được gọi phổ biến là Marakana để vinh danh sân vận động của Brasil.

## Lịch sử

### Xây dựng
Sau khi giành quyền đăng cai Giải vô địch bóng đá thế giới 1950, chính phủ Brasil đã tìm cách xây dựng một sân vận động mới cho giải đấu. Việc xây dựng Maracanã đã bị chỉ trích bởi Carlos Lacerda, sau đó là Nghị sĩ và kẻ thù chính trị của thị trưởng thành phố, tướng Ângelo Mendes de Morais, vì chi phí và vị trí đã chọn của sân vận động, cho rằng sân nên được xây dựng ở Khu phía Tây, khu phố của Jacarepaguá. Vào thời điểm đó, một sân vận động quần vợt đứng trong khu vực đã chọn. Tuy nhiên, nó vẫn được nhà báo Mário Filho ủng hộ, và Mendes de Morais đã có thể tiến hành dự án. Cuộc thi về thiết kế và xây dựng đã được thành phố Rio de Janeiro mở vào năm 1947, với hợp đồng xây dựng được trao cho kỹ sư Humberto Menescal, và hợp đồng kiến trúc được trao cho bảy kiến trúc sư người Brazil, Michael Feldman, Waldir Ramos, Raphael Galvão, Oscar Valdetaro, Orlando Azevedo, Pedro Paulo Bernardes Bastos và Antônio Dias Carneiro.
Viên đá góc đầu tiên được đặt tại địa điểm của sân vận động vào ngày 2 tháng 8 năm 1948. Với trận đấu đầu tiên của World Cup dự kiến diễn ra vào ngày 24 tháng 6 năm 1950, điều này chỉ còn dưới hai năm để hoàn thành việc xây dựng. Tuy nhiên, công việc nhanh chóng bị chậm tiến độ, khiến FIFA phải cử Tiến sĩ Ottorino Barassi, người đứng đầu Liên đoàn bóng đá Ý, người đã tổ chức World Cup 1934, đến giúp tại Rio de Janeiro. Một lực lượng lao động gồm 1.500 người đã xây dựng sân vận động, với thêm 2.000 người làm việc trong những tháng cuối cùng. Mặc dù sân vận động đã được đưa vào sử dụng từ năm 1950 nhưng việc xây dựng chỉ hoàn thành vào năm 1965.

### Khánh thành và Giải vô địch bóng đá thế giới 1950

Trận đấu khánh thành trên Sân vận động Maracanã, ngay trước thềm Giải vô địch bóng đá thế giới 1950.

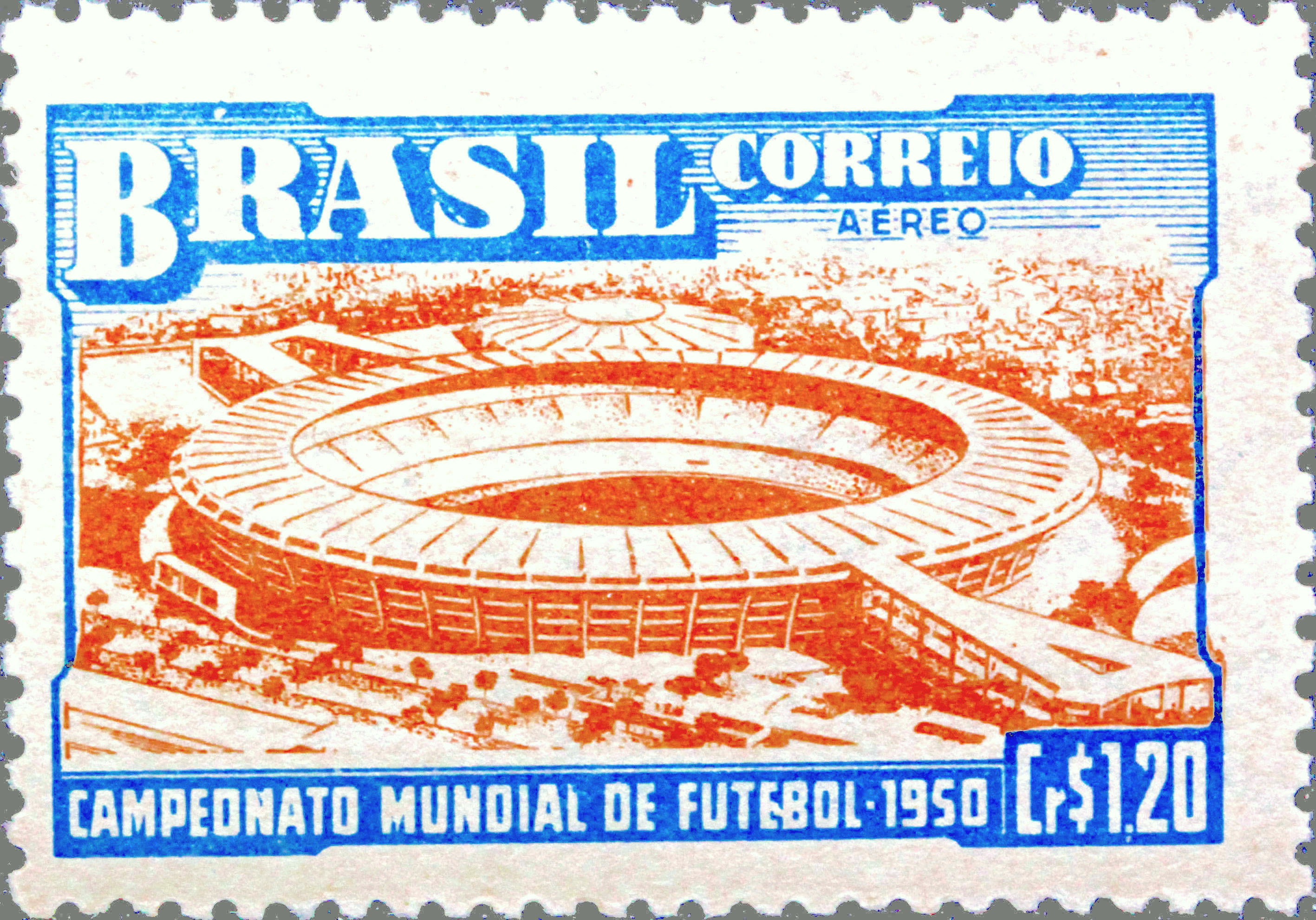
Tem bưu chính có hình Maracanã, kỷ niệm Giải vô địch bóng đá thế giới 1950.

Trận đấu khánh thành của sân vận động diễn ra vào ngày 16 tháng 6 năm 1950. Rio de Janeiro All-Stars đánh bại São Paulo All-Stars 3–1; Didi trở thành cầu thủ ghi bàn thắng đầu tiên tại sân vận động. Trong khi phần chính của sân vận động đã hoàn thành, nó vẫn giống như một công trường xây dựng; nó thiếu thiết bị vệ sinh và hộp báo chí. Các quan chức Brasil tuyên bố nó có thể có sức chứa hơn 200.000 người, trong khi Sách Kỷ lục Thế giới Guinness ước tính sân có thể có sức chứa 180.000 người và các nguồn khác ghi nhận sức chứa 155.000 người. Điều không thể bàn cãi là Maracanã đã vượt qua Hampden Park để trở thành sân vận động lớn nhất thế giới. Bất chấp tình trạng chưa hoàn thiện của sân vận động, FIFA cho phép các trận đấu được tổ chức tại địa điểm này, và vào ngày 24 tháng 6 năm 1950, trận đấu đầu tiên của World Cup đã diễn ra với 81.000 khán giả dự khán.
Trong trận đấu đầu tiên mà Maracanã được xây dựng hoàn thành, Brasil đánh bại México với tỷ số chung cuộc 4–0, và Ademir trở thành cầu thủ ghi bàn thắng đầu tiên tại sân vận động với pha lập công ở phút thứ 30 của anh. Ademir đã có tổng cộng hai bàn thắng, cộng với một bàn thắng của Baltasar và Jair. Trận đấu được điều khiển bởi trọng tài George Reader người Anh. Năm trong số sáu trận đấu của Brasil tại giải đấu được diễn ra tại Maracanã (ngoại lệ là trận hòa 2–2 của họ với Thụy Sĩ tại São Paulo). Cuối cùng, Brasil tiến tới vòng đấu chung kết, đối mặt với Uruguay trong trận đấu (một phần của giai đoạn cuối vòng bảng) hóa ra là trận đấu quyết định của giải đấu vào ngày 16 tháng 7 năm 1950. Brasil chỉ cần một trận hòa để trở thành nhà vô địch, nhưng Uruguay đã giành chiến thắng trong trận đấu với tỷ số 2–1, gây sốc và khiến lượng khán giả khổng lồ câm lặng. Trận thua ngay trên sân nhà này ngay lập tức trở thành một sự kiện quan trọng trong lịch sử Brasil, được mọi người biết đến với cái tên Maracanazo. Số lượng khán giả chính thức của trận đấu cuối cùng là 199.854 người, với số lượng khán giả thực tế ước tính là khoảng 210.000 người. Trong mọi trường hợp, đó là số lượng khán giả lớn nhất từng đến xem một trận đấu bóng đá - một kỷ lục rất khó bị phá vỡ trong thời đại mà hầu hết các trận đấu quốc tế đều diễn ra ở các sân vận động tất cả chỗ ngồi. Vào thời điểm diễn ra World Cup, sân vận động chủ yếu là khán đài không có ghế riêng.

### Hoàn thành sân vận động và những năm sau World Cup
Kể từ sau World Cup 1950, Sân vận động Maracanã chủ yếu được sử dụng cho các trận đấu của câu lạc bộ có sự tham gia của bốn câu lạc bộ bóng đá lớn ở Rio— Vasco, Botafogo, Flamengo và Fluminense. Sân vận động này cũng đã tổ chức nhiều trận chung kết cúp bóng đá trong nước, đáng chú ý nhất là Cúp Brasil và Campeonato Carioca. Vào ngày 21 tháng 3 năm 1954, một kỷ lục khán giả chính thức mới được thiết lập trong trận đấu giữa Brasil và Paraguay, sau khi 183.513 khán giả vào sân với vé và 194.603 khán giả (177.656 p.) ở Fla-Flu (1963). Vào năm 1963, các nhà chức trách sân vận động đã thay thế các cột khung thành hình vuông bằng các cột tròn, nhưng vẫn phải mất hai năm trước khi sân vận động này hoàn thành. Năm 1965, 17 năm sau khi bắt đầu xây dựng, sân vận động cuối cùng đã hoàn thành. Vào tháng 9 năm 1966, sau cái chết của Mário Rodrigues Filho, nhà báo người Brasil, nhà báo chuyên mục, nhân vật thể thao và nhà vận động nổi tiếng, người chịu trách nhiệm chính cho sân vận động ban đầu được xây dựng, những người quản lý sân vận động đã đổi tên sân vận động theo tên ông: Sân vận động bóng đá Mário Rodrigues Filho. Tuy nhiên, biệt danh Maracanã vẫn tiếp tục được sử dụng như một cách gọi chung. Năm 1969, Pelé ghi bàn thắng thứ 1.000 trong sự nghiệp của mình tại Maracanã, vào lưới CR Vasco da Gama trước 65.157 khán giả.
Năm 1989, sân vận động đã tổ chức các trận đấu của vòng chung kết Cúp bóng đá Nam Mỹ; cùng năm đó, Zico ghi bàn thắng cuối cùng cho Flamengo tại Maracanã, nâng tổng số bàn thắng của anh tại sân vận động này lên con số 333, kỷ lục vẫn còn tồn tại cho đến năm 2011. Một khán đài phía trên của sân vận động bị sập vào ngày 19 tháng 7 năm 1992, trong trận thứ hai trận chung kết Campeonato Brasileiro Série A 1992 giữa Botafogo và Flamengo, dẫn đến cái chết của ba khán giả và làm bị thương 50 người khác. Sau thảm họa, sức chứa của sân vận động đã giảm đáng kể vì sân được chuyển đổi thành sân vận động tất cả chỗ ngồi vào cuối những năm 1990. Trong khi đó, sân vận động được xếp hạng là địa danh quốc gia vào năm 1998, có nghĩa là sân không thể bị phá bỏ. Sân vận động đã tổ chức trận chung kết Giải vô địch bóng đá thế giới các câu lạc bộ đầu tiên giữa CR Vasco da Gama và Corinthians Paulista, trận đấu mà Corinthians đã giành chiến thắng trong loạt sút luân lưu.

### Thế kỷ 21, cải tạo và Giải vô địch bóng đá thế giới 2014

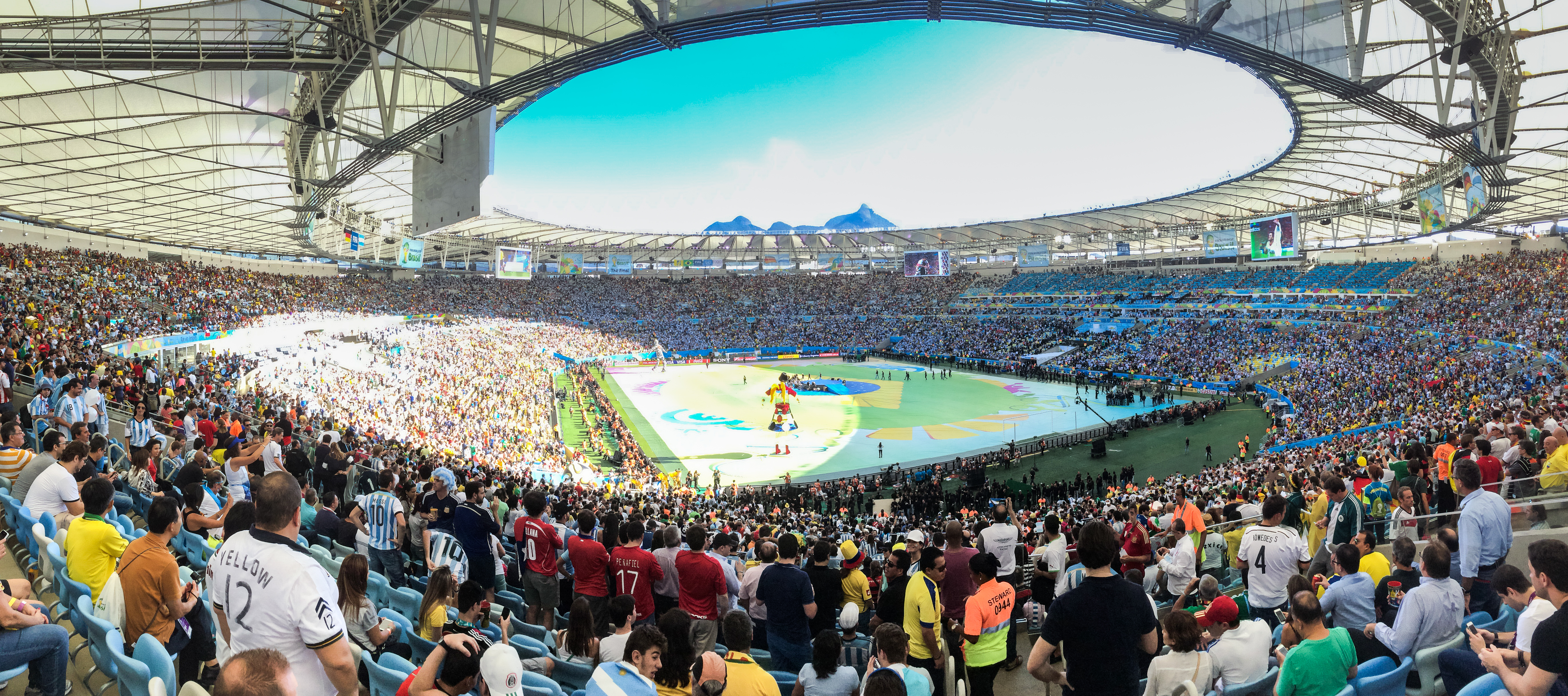
Toàn cảnh từ bên trong sân vận động trong lễ bế mạc Giải vô địch bóng đá thế giới 2014

Sau lễ kỷ niệm 50 năm xây dựng vào năm 2000, sân vận động đã được cải tạo để nâng toàn bộ sức chứa lên khoảng 103.000 người. Sau nhiều năm lên kế hoạch và 9 tháng đóng cửa từ năm 2005 đến năm 2006, sân vận động đã được mở cửa trở lại vào tháng 1 năm 2007 với sức chứa toàn bộ là 87.000 chỗ ngồi và đều được lắp ghế.
Đối với World Cup 2014 và Thế vận hội và Paralympic 2016, một dự án tái thiết lớn đã được khởi xướng vào năm 2010. Khán đài ban đầu, với cấu hình hai tầng, đã bị phá bỏ, nhường chỗ cho một khán đài một tầng mới. Mái che bằng bê tông nguyên bản của sân vận động đã được dỡ bỏ và thay thế bằng một lớp màng căng bằng sợi thủy tinh phủ polytetra-fluoroethylene. Mái che mới bao phủ 95% số chỗ ngồi bên trong sân vận động, không giống như thiết kế trước đây, nơi chỉ bảo vệ được một số ghế ở vòng trên và khán đài phía trên lối vào cổng của mỗi khu vực. Những chiếc hộp cũ, được lắp đặt cao hơn khán đài cho Giải vô địch bóng đá thế giới các câu lạc bộ 2000, đã được tháo dỡ trong quá trình tái thiết. Những chiếc ghế mới có màu vàng, xanh dương và trắng, kết hợp với màu xanh lá cây của sân đấu tạo thành màu cờ sắc áo của Brasil. Ngoài ra, tông màu xám đã trở lại làm màu mặt tiền chính của sân vận động.
Vào ngày 30 tháng 5 năm 2013, một trận giao hữu giữa Brasil và Anh dự kiến diễn ra vào ngày 2 tháng 6 đã bị một thẩm phán địa phương hủy bỏ vì lo ngại về an toàn liên quan đến sân vận động. Chính quyền Rio de Janeiro đã kháng cáo quyết định và trận đấu diễn ra như dự kiến ban đầu, tỷ số cuối cùng là hòa 2–2. Trận đấu này đánh dấu sự mở cửa trở lại của Maracanã mới.
Vào ngày 12 tháng 6 năm 2014, Giải vô địch bóng đá thế giới 2014 khai mạc với việc Brasil đánh bại Croatia 3–1, nhưng trận đấu đó được tổ chức tại São Paulo. Trận đấu đầu tiên của World Cup được tổ chức tại Maracanã là chiến thắng 2–1 của Argentina trước Bosna và Hercegovina vào Chủ nhật, ngày 15 tháng 6 năm 2014. Chủ nhà Brasil đã không bao giờ chơi một trận đấu nào ở Maracanã trong suốt giải đấu, vì họ đã thất bại trong việc lọt vào trận chung kết sau khi bị Đức loại ở bán kết với tỷ số 7–1. Trong trận chung kết, Đức đánh bại Argentina 1–0 trong hiệp phụ.

### Hư hỏng sau Thế vận hội Mùa hè 2016

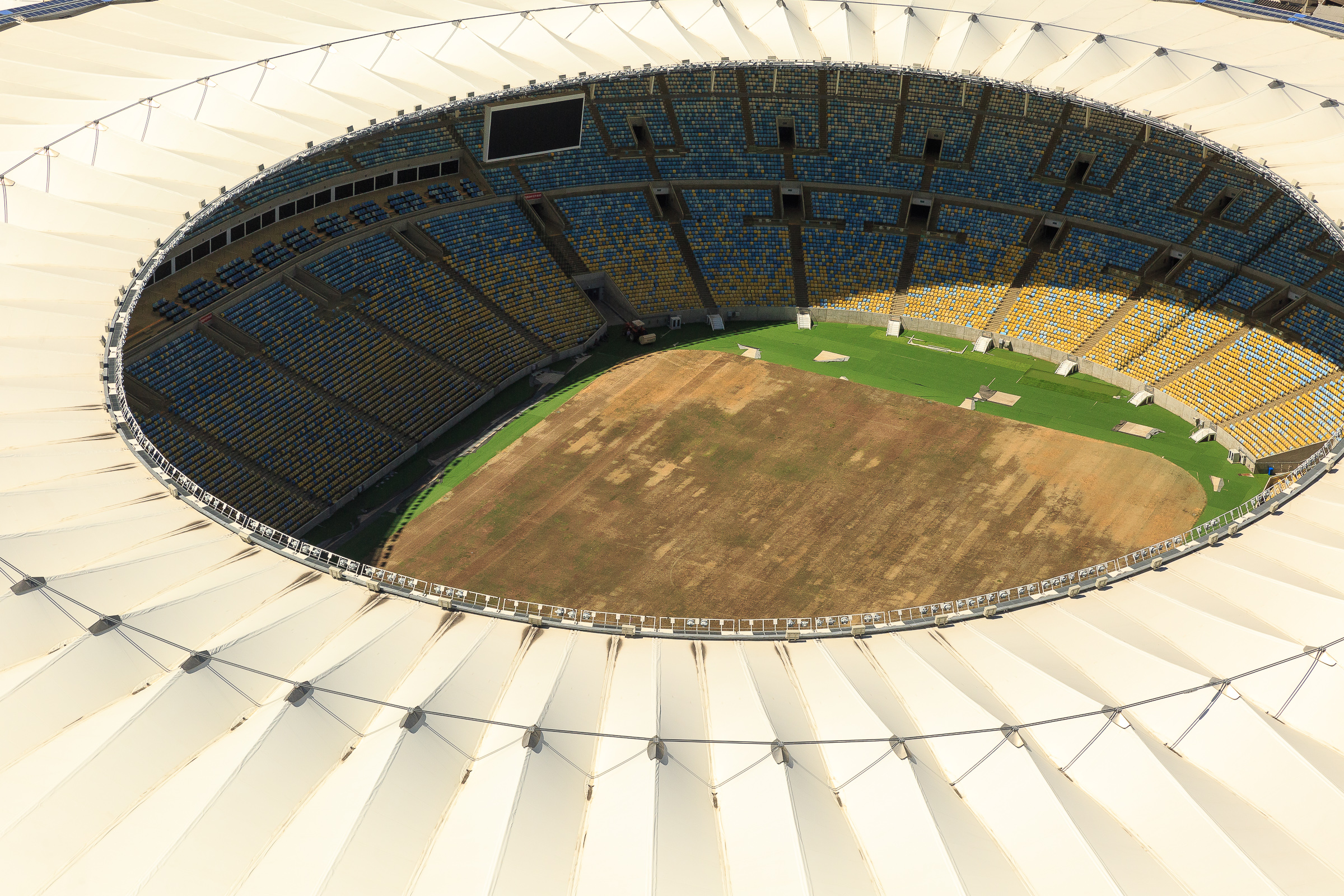
Ảnh chụp từ trên không về mặt sân của Maracanã vào tháng 2 năm 2017

Sân vận động nằm im lìm trong những tháng sau Thế vận hội và Paralympic 2016, với những bức ảnh xuất hiện vào đầu năm 2017 về một mặt sân khô héo phủ đầy những đốm nâu và mặt cỏ bị mất, ghế bị mất, cửa sổ và cửa ra vào bị hư hại. Khoản nợ 3 triệu Real (939.937 đô la Mỹ) cho công ty năng lượng địa phương dẫn đến việc cắt điện tại Maracanã. Trọng tâm của vấn đề là một cuộc tranh cãi pháp lý giữa chủ sở hữu, nhà điều hành sân vận động và ban tổ chức Thế vận hội Rio về trách nhiệm duy trì sân. Maracanã SA, nhà điều hành, cáo buộc rằng ủy ban Olympic đã không trả lại địa điểm trong điều kiện có thể chấp nhận được, trong khi ủy ban nói rằng những điều họ cần sửa chữa sẽ không khiến Maracanã tiếp tục hoạt động.
Trong vòng sáu tháng sau Thế vận hội, các chuyến tham quan hàng ngày đến sân vận động đã bị tạm dừng do sân vận động bị phá hoại và các vụ cướp bạo lực trong khu vực. Những vật có giá trị đã bị cướp khỏi sân vận động bao gồm bình cứu hỏa, tivi và tượng bán thân bằng đồng của nhà báo Mário Filho, người đã đặt tên cho sân vận động.

### Quản lý mới
Vào ngày 5 tháng 4 năm 2017, tập đoàn Lagardère của Pháp đã ký một thỏa thuận quản lý Maracanã. Tổng cộng, Lagardère sẽ đầu tư hơn 500 triệu Real vào cuối vụ chuyển nhượng, do Odebrecht giành được vào năm 2013 và có giá trị đến năm 2048. Tờ Folha de São Paulo thông báo rằng tập đoàn ước tính rằng họ sẽ cần chi khoảng 15 triệu Real cho cải cách khẩn cấp tại sân vận động. Năm 2013, những người quản lý cũ của Odebrecht cùng với AEG và IMX, một công ty thuộc sở hữu của tỷ phú Brasil Eike Batista, đã thắng thầu quản lý sân vận động trong 35 năm. Công ty được liên kết với công ty xây dựng OAS của Brasil và Amsterdam Arena. Vào thời điểm đó, Lagardère đang ở vị trí thứ hai trong cuộc đấu thầu.

## Sự kiện không liên quan đến bóng đá
Trận đấu vale tudo nổi tiếng giữa judoka Kimura Masahiko của Nhật Bản và vận động viên jiu-jitsu của Brasil Hélio Gracie được tổ chức tại Maracanã vào ngày 23 tháng 10 năm 1951. Vào thời điểm đó, nhiều người ở Brasil cảm thấy rằng Gracie là bất bại trong võ thuật, và Kimura sẽ không được chào đón trở lại Nhật Bản nếu anh thua cuộc. Kimura đã thắng nhờ kỹ thuật sau khi bẻ gãy tay Gracie bằng đòn giữ gyaku-ude-garami, từ đó được biết đến như một đòn khóa Kimura trong BJJ và mixed martial arts.

### Các giải đấu thể thao quốc tế

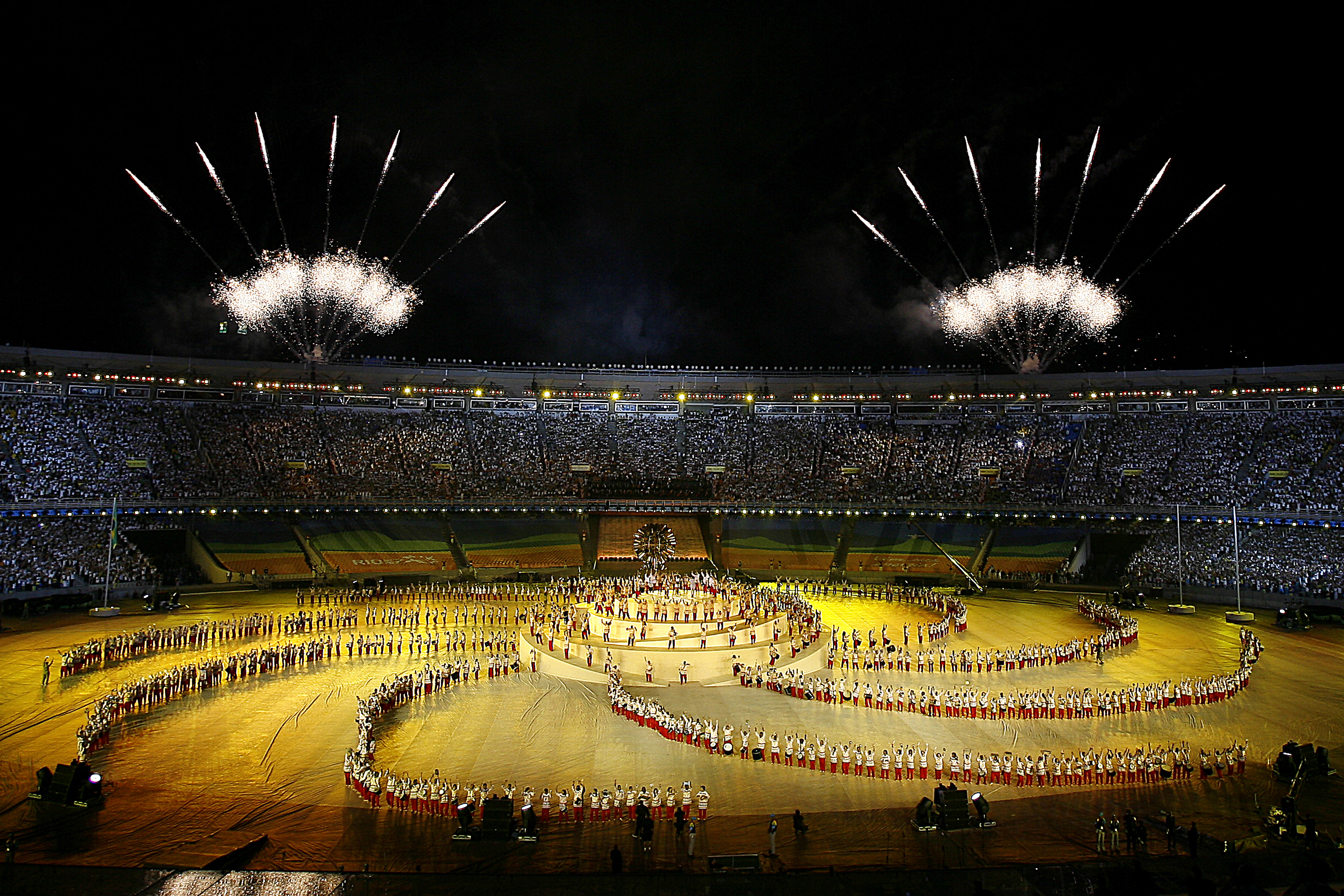
Một cảnh trong lễ khai mạc Đại hội Thể thao Liên châu Mỹ 2007

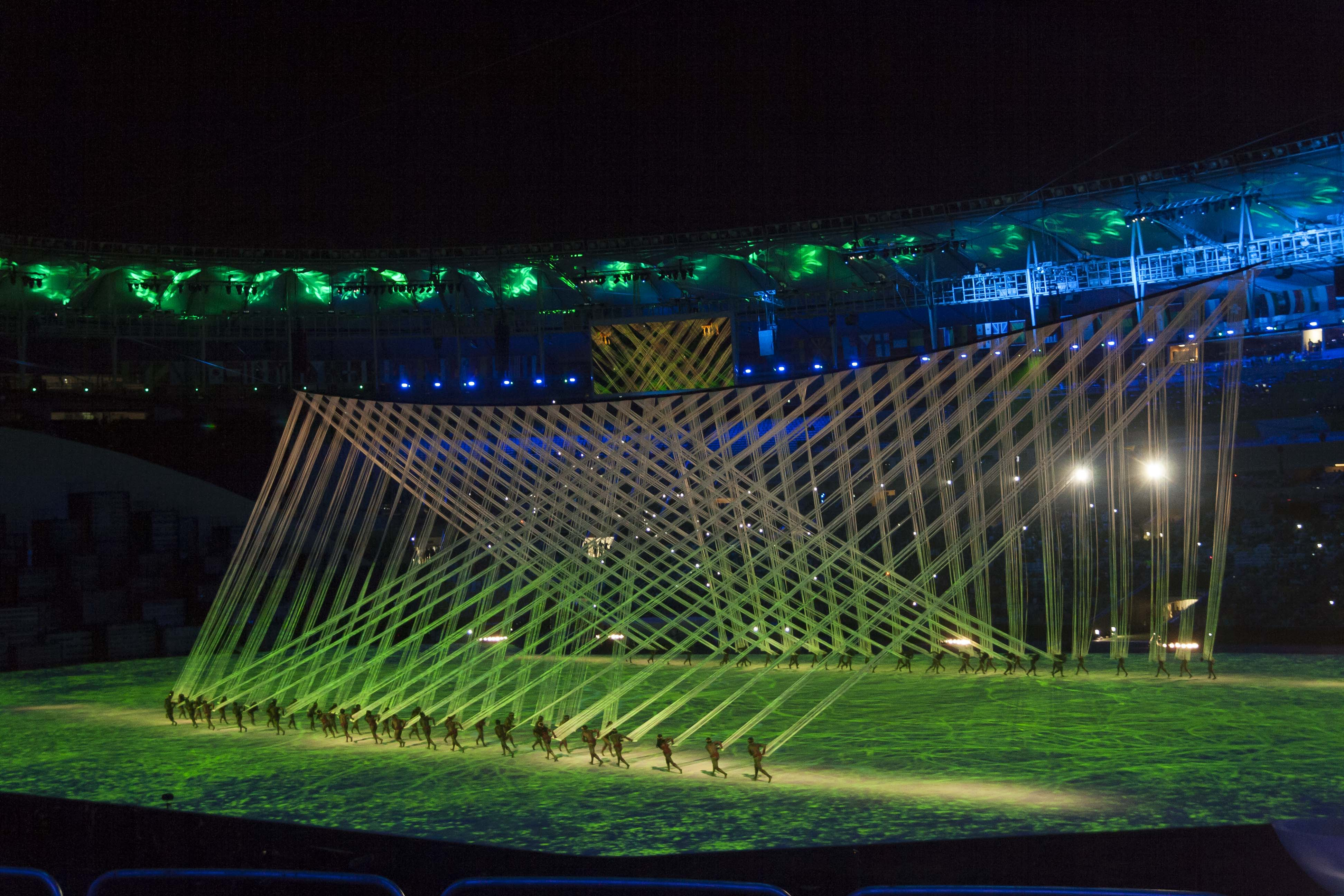
Phân đoạn "Pindorama" trong lễ khai mạc Thế vận hội Mùa hè 2016

- Năm 1980 và 1983, các trận đấu bóng chuyền giữa Brasil và Liên Xô diễn ra trên sân. 95.000 người đã dự khán một trong những trận đấu bóng chuyền đó, trận đấu này đã trở thành kỷ lục thế giới.[19]
- Sân vận động đã tổ chức lễ khai mạc và bế mạc Đại hội Thể thao Liên châu Mỹ lần thứ XV.
- Sân vận động được lựa chọn để tổ chức lễ khai mạc và bế mạc Thế vận hội Mùa hè 2016 và Paralympic Mùa hè 2016; đây là địa điểm tổ chức các buổi lễ Thế vận hội Mùa hè duy nhất chưa từng tổ chức một sự kiện điền kinh (điền kinh trong sân vận động) nào trong suốt thời gian tồn tại.

### Âm nhạc
- Năm 1991, ban nhạc pop Na Uy, a-ha, đã phá kỷ lục thế giới tại lễ hội Rock in Rio năm đó với về số lượng khán giả. 198 000 người đã tham dự.[20][21][circular reference][22]
- Để kỷ niệm 30 năm khánh thành sân vận động, vào ngày 16 tháng 1 năm 1980, Frank Sinatra đã biểu diễn trước 175.000 người.[23][24]
- Tina Turner và Paul McCartney đã ghi vào sách kỷ lục Guinness thế giới với màn biểu diễn tại sân vận động. Cả hai buổi hòa nhạc, lần lượt vào tháng 1 năm 1988 (Break Every Rule World Tour) và tháng 4 năm 1990 (The Paul McCartney World Tour), đã thu hút được hơn 180.000 người.[23][25]
- Vào ngày 18 tháng 6 năm 1983, KISS đã biểu diễn trước 137.000 người hâm mộ tại sân vận động, đánh dấu kỷ lục khán giả của ban nhạc. Buổi biểu diễn này và hai buổi biểu diễn sân vận động khác ở Brasil sẽ là lần cuối cùng KISS biểu diễn trong lớp trang điểm đặc trưng của họ cho đến khi tái hợp đội hình ban đầu tại Alive/Worldwide Tour năm 1996. Buổi biểu diễn của Kiss là buổi biểu diễn lớn đầu tiên của một ban nhạc rock quốc tế tại Maracanã.
- Từ ngày 18 đến 27 tháng 1 năm 1991, sân vận động đã tổ chức phiên bản thứ hai của Rock in Rio, với sự góp mặt của Prince, Guns N' Roses, George Michael, INXS, a-ha và New Kids on the Block.
- Ca sĩ nhạc pop người Mỹ Michael Jackson đã lên kế hoạch biểu diễn tại đây vào tháng 10 năm 1993 trong khuôn khổ chuyến lưu diễn Dangerous World Tour của anh, nhưng buổi hòa nhạc đã bị hủy bỏ do cơ cấu lại chuyến lưu diễn.
- Sting, Madonna và The Rolling Stones là những ngôi sao nhạc pop quốc tế duy nhất từng biểu diễn tại Maracanã vào những dịp khác nhau. Sting đã mở đầu chuyến lưu diễn thế giới ...Nothing Like the Sun tại sân vận động vào ngày 20 tháng 11 năm 1987. Khoảng 20 năm sau, vào ngày 8 tháng 12 năm 2007, anh lại biểu diễn ở đó với The Police. Madonna đã biểu diễn tại địa điểm này vào ngày 6 tháng 11 năm 1993, với Girlie Show trước 120.000 người, và sau đó 15 năm nữa vào ngày 14 và 15 tháng 12 năm 2008, như một phần của Sticky & Sweet Tour, bán được hơn 107.000 vé. Phiên bản năm 1995 của lễ hội Hollywood Rock bao gồm hai buổi hòa nhạc của The Rolling Stones tại sân vận động, vào ngày 2 và 4 tháng 2. Ban nhạc lại biểu diễn tại Maracanã vào ngày 20 tháng 2 năm 2016.
- Vào ngày 25 tháng 1 năm 2015, Foo Fighters đã biểu diễn một buổi hòa nhạc tại Sân vận động Maracanã trong chuyến lưu diễn thế giới Sonic Highways World Tour của họ trước 45.000 người. Đây là buổi hòa nhạc đầu tiên được tổ chức tại sân vận động kể từ khi sân được xây dựng lại. Nhóm đã biểu diễn lại tại sân vận động vào ngày 25 tháng 2 năm 2018 trong chuyến lưu diễn Concrete and Gold Tour của họ.
- Rush, Backstreet Boys, Pearl Jam và Coldplay cũng đóng vai trò địa điểm. Buổi biểu diễn của Rush vào năm 2002 được ghi lại trong album trực tiếp của họ và DVD Rush in Rio. Nhóm nhạc pop México RBD cũng đã phát trực tiếp DVD của mình, Live in Rio. Các nghệ sĩ Brasil cũng đã biểu diễn tại sân vận động, như Ivete Sangalo, Sandy & Junior, Diante do Trono, Roberto Carlos và Los Hermanos.
- Sân vận động sẽ tổ chức Ultra Brasil vào tháng 10 năm 2020.

### Các sự kiện khác
- Giáo hoàng Gioan Phaolô II đã cử hành thánh lễ tại sân vận động vào các năm 1980, 1987 và 1997.[26][27]
- Billy Graham đã thuyết giảng ở đó năm 1960 và năm 1974.
- Jimmy Swaggart đã thuyết giảng ở đó vào năm 1987.

## Kết quả giải đấu

### Giải vô địch bóng đá thế giới 1950
| Ngày                | Thời gian (UTC-03) | Đội #1      | Kết quả | Đội #2      | Vòng      | Khán giả |
| ------------------- | ------------------ | ----------- | ------- | ----------- | --------- | -------- |
| 24 tháng 6 năm 1950 | 15:00              | Brasil      | 4–0     | México      | Bảng 1    | 82.000   |
| 25 tháng 6 năm 1950 | 15:00              | Anh         | 2–0     | Chile       | Bảng 2    | 30.000   |
| 29 tháng 6 năm 1950 | 15:00              | Tây Ban Nha | 2–0     | Chile       | Bảng 2    | 16.000   |
| 1 tháng 7 năm 1950  | 15:00              | Brasil      | 2–0     | Nam Tư      | Bảng 1    | 142.000  |
| 9 tháng 7 năm 1950  | 15:00              | Brasil      | 7–1     | Thụy Điển   | Vòng cuối | 139.000  |
| 13 tháng 7 năm 1950 | 15:00              | Brasil      | 6–1     | Tây Ban Nha | Vòng cuối | 153.000  |
| 16 tháng 7 năm 1950 | 15:00              | Uruguay     | 2–1     | Brasil      | Vòng cuối | 199.854  |

### Cúp bóng đá Nam Mỹ 1989
| Ngày                | Thời gian (UTC-03) | Đội #1    | Kết quả | Đội #2    | Vòng      | Khán giả |
| ------------------- | ------------------ | --------- | ------- | --------- | --------- | -------- |
| 12 tháng 7 năm 1989 |                    | Uruguay   | 3–0     | Paraguay  | Vòng cuối | 100.135  |
| 12 tháng 7 năm 1989 |                    | Brasil    | 2–0     | Argentina | Vòng cuối | 100.135  |
| 14 tháng 7 năm 1989 |                    | Uruguay   | 2–0     | Argentina | Vòng cuối | 53.909   |
| 14 tháng 7 năm 1989 |                    | Brasil    | 3–0     | Paraguay  | Vòng cuối | 53.909   |
| 16 tháng 7 năm 1989 |                    | Argentina | 0–0     | Paraguay  | Vòng cuối | 148.068  |
| 16 tháng 7 năm 1989 |                    | Brasil    | 1–0     | Uruguay   | Vòng cuối | 148.068  |

### Cúp Liên đoàn các châu lục 2013
| Ngày                | Thời gian (UTC-03) | Đội #1      | Kết quả | Đội #2      | Vòng      | Khán giả |
| ------------------- | ------------------ | ----------- | ------- | ----------- | --------- | -------- |
| 16 tháng 6 năm 2013 | 16:00              | México      | 1–2     | Ý           | Bảng A    | 73.123   |
| 20 tháng 6 năm 2013 | 16:00              | Tây Ban Nha | 10–0    | Tahiti      | Bảng B    | 71.806   |
| 30 tháng 6 năm 2013 | 19:00              | Brasil      | 3–0     | Tây Ban Nha | Chung kết | 73.531   |

### Giải vô địch bóng đá thế giới 2014
| Ngày                | Thời gian (UTC-03) | Đội #1      | Kết quả    | Đội #2               | Vòng        | Khán giả |
| ------------------- | ------------------ | ----------- | ---------- | -------------------- | ----------- | -------- |
| 15 tháng 6 năm 2014 | 19:00              | Argentina   | 2–1        | Bosna và Hercegovina | Bảng F      | 74.393   |
| 18 tháng 6 năm 2014 | 16:00              | Tây Ban Nha | 0–2        | Chile                | Bảng B      | 74.101   |
| 22 tháng 6 năm 2014 | 13:00              | Bỉ          | 1–0        | Nga                  | Bảng H      | 73.819   |
| 25 tháng 6 năm 2014 | 17:00              | Ecuador     | 0–0        | Pháp                 | Bảng E      | 73.750   |
| 28 tháng 6 năm 2014 | 17:00              | Colombia    | 2–0        | Uruguay              | Vòng 16 đội | 73.804   |
| 4 tháng 7 năm 2014  | 13:00              | Pháp        | 0–1        | Đức                  | Tứ kết      | 73.965   |
| 13 tháng 7 năm 2014 | 16:00              | Đức         | 1–0 (h.p.) | Argentina            | Chung kết   | 74.738   |

### Thế vận hội Mùa hè 2016
| Ngày                | Thời gian (UTC-03) | Đội #1    | Kết quả               | Đội #2    | Vòng                               | Khán giả |
| ------------------- | ------------------ | --------- | --------------------- | --------- | ---------------------------------- | -------- |
| 16 tháng 8 năm 2016 | 13:00              | Brasil    | 0–0 (h.p.) (3–4 p.đ.) | Thụy Điển | Bán kết nội dung nữ                | 70.454   |
| 17 tháng 8 năm 2016 | 13:00              | Brasil    | 6–0                   | Honduras  | Bán kết nội dung nam               | 52.457   |
| 19 tháng 8 năm 2016 | 17:30              | Thụy Điển | 1–2                   | Đức       | Tranh huy chương vàng nội dung nữ  | 52.432   |
| 20 tháng 8 năm 2016 | 17:30              | Brasil    | 1–1 (h.p.) (5–4 p.đ.) | Đức       | Tranh huy chương vàng nội dung nam | 63.707   |

Euroamerica Super Cup 2017
| 9 tháng 3 năm 2017  | 19:00 | Real Madrid      | 3-0 | chapecoense | bán kết           | 71.534 |
| 10 tháng 3 năm 2017 | 19:00 | aletico nacional | 0-4 | sevilla fc  | bán kết           | 72.522 |
| 13 tháng 3 năm 2017 | 19:00 | aletico nacional | 0-1 | chapecoense | Trận tranh hạng 3 | 69.213 |
| 14 tháng 3 năm 2017 | 19:00 | Real Madrid      | 3-2 | sevilla fc  | Chung kết         | 75.216 |

Euroamerica Super Cup 2018
| 9 tháng 3 năm 2017  | 19:00 | Real Madrid                | 4-0 | Gremio                     | bán kết           | 69.000 |
| 10 tháng 3 năm 2017 | 19:00 | club atletico idependiente | 0-1 | manchester United          | bán kết           | 71.532 |
| 13 tháng 3 năm 2017 | 19:00 | Gremio                     | 0-1 | club atletico idependiente | Trận tranh hạng 3 | 15.000 |
| 14 tháng 3 năm 2017 | 19:00 | Real Madrid                | 2-0 | manchester United          | Chung kết         | 65.987 |

Euroamerica Super Cup 2019
| 9 tháng 3 năm 2017  | 19:00 | Real Madrid | 3-0 | club atletico paranaense | bán kết           | 62.216 |
| 10 tháng 3 năm 2017 | 19:00 | River Plate | 1-4 | atletico Madrid          | bán kết           | 54.000 |
| 13 tháng 3 năm 2017 | 19:00 | River plate | 0-1 | club atletico paranaense | Trận tranh hạng 3 | 66.000 |
| 14 tháng 3 năm 2017 | 19:00 | Real Madrid | 3-0 | atletico Madrid          | Chung kết         | 69.987 |

Euroamerica Super Cup 2021
| 9 tháng 3 năm 2017  | 19:00 | Bayern Munich | 3-0        | defensa y justicia | bán kết           | 0 |
| 10 tháng 3 năm 2017 | 19:00 | palmerias     | 1-3        | sevilla            | bán kết           | 0 |
| 13 tháng 3 năm 2017 | 19:00 | palmerias     | 2-2 (4-3p) | defensa y justicia | Trận tranh hạng 3 | 0 |
| 14 tháng 3 năm 2017 | 19:00 | Bayern Munich | 1-0        | sevilla            | Chung kết         | 0 |

### Cúp bóng đá Nam Mỹ 2019
| Ngày                | Thời gian (UTC-03) | Đội #1    | Kết quả | Đội #2    | Vòng      | Khán giả |
| ------------------- | ------------------ | --------- | ------- | --------- | --------- | -------- |
| 16 tháng 6 năm 2019 | 16:00              | Paraguay  | 2–2     | Qatar     | Bảng B    | 19.196   |
| 18 tháng 6 năm 2019 | 18:30              | Bolivia   | 1–3     | Perú      | Bảng A    | 26.346   |
| 24 tháng 6 năm 2019 | 20:00              | Chile     | 0–1     | Uruguay   | Bảng C    | 57.442   |
| 28 tháng 6 năm 2019 | 16:00              | Venezuela | 0–2     | Argentina | Tứ kết    | 50.094   |
| 7 tháng 7 năm 2019  | 17:00              | Brasil    | 3–1     | Perú      | Chung kết | 69.968   |

### Cúp bóng đá Nam Mỹ 2021
| Ngày                | Thời gian (UTC-03) | Đội #1 | Kết quả | Đội #2    | Vòng      | Khán giả |
| ------------------- | ------------------ | ------ | ------- | --------- | --------- | -------- |
| 10 tháng 7 năm 2021 | 21:00              | Brasil | 0-1     | Argentina | Chung kết | 7.800    |